# Bogusław Lambach

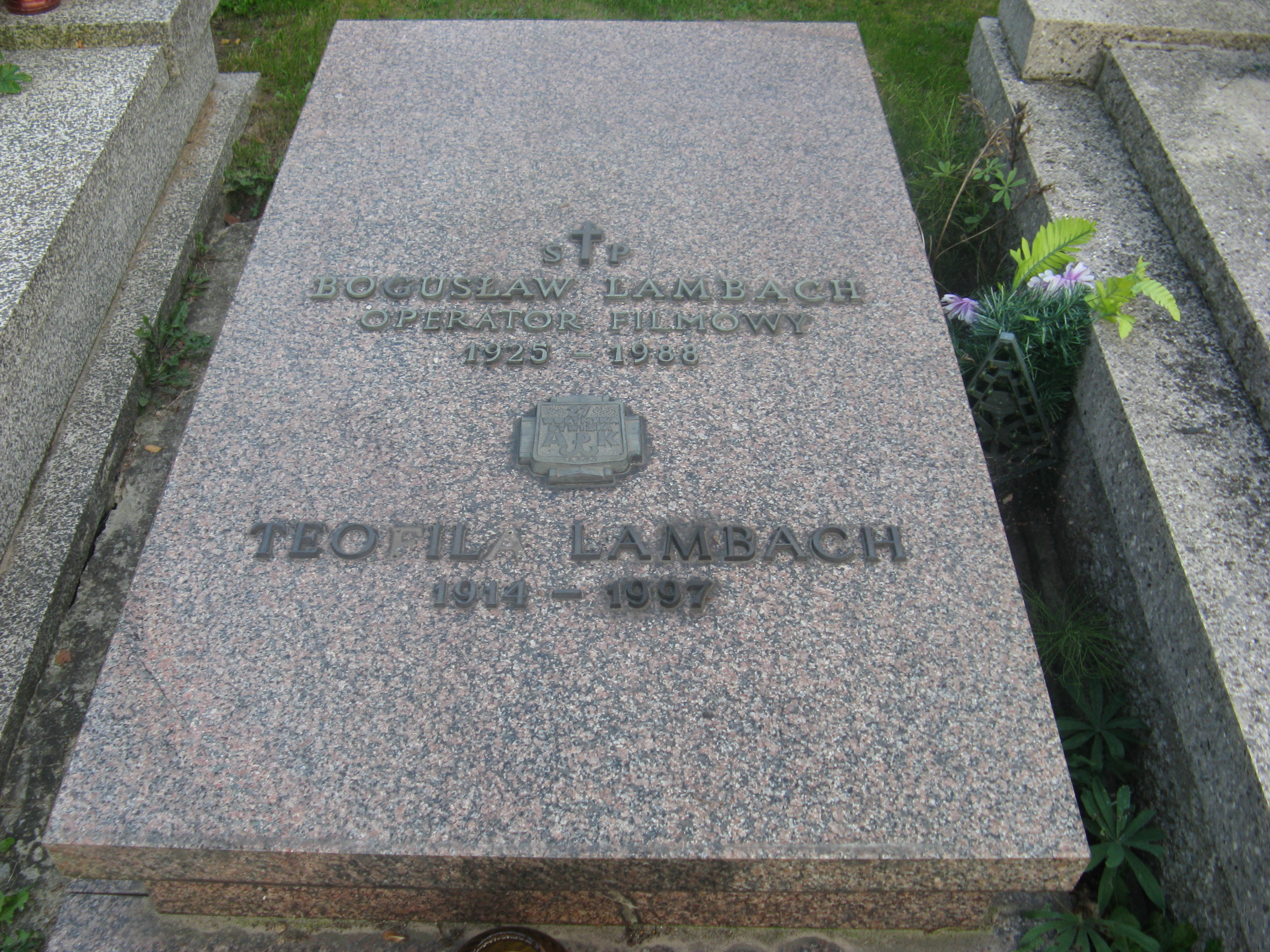
Bogusława Lambacha na Cmentarzu Wojskowym na Powązkach

Bogusław Lambach (ur. 25 marca 1925 w Kowlu, zm. 13 grudnia 1988 w Warszawie) – polski operator filmowy. 

## Życiorys
Syn Leopolda. Żołnierz 27 Wołyńskiej Dywizji AK. W 1944 roku był fotoreporterem w Czołówce Filmowej Wojska Polskiego. W latach 1946–1949 był operatorem Polskiej Kroniki Filmowej. W 1952 roku był współautorem zdjęć do filmu dokumentalnego, reżyserowanego przez Jerzego Bossaka pod tytułem „Ślubujemy”. Od 1953 roku rozpoczyna karierę jako autor zdjęć do filmów fabularnych i później jako autor zdjęć do seriali telewizyjnych. Od 1956 roku był zatrudniony jako operator filmowy w Przedsiębiorstwie Realizacji Filmów „Zespoły Filmowe” w Warszawie.
Był pierwszym mężem aktorki Barbary Połomskiej.
Pochowany na cmentarzu Wojskowym na Powązkach w Warszawie (kwatera K-5-65).

## Ordery i odznaczenia
- Krzyż Komandorski Orderu Odrodzenia Polski (1983)
- Krzyż Oficerski Orderu Odrodzenia Polski (1975)[3]
- Krzyż Kawalerski Orderu Odrodzenia Polski (1959)
- Medal 40-lecia Polski Ludowej (1984)[4]

## Filmografia
- Uczta Baltazara (1954)
- Warszawska syrena (1955)
- Kapelusz pana Anatola (1957)
- Sprawa pilota Maresza (1957)
- Ostatni strzał (1958)
- Zadzwońcie do mojej żony (1958)
- Pan Anatol szuka miliona (1958)
- Inspekcja pana Anatola (1959)
- Kolorowe pończochy (1960)
- Dziś w nocy umrze miasto (1961) (Srebrny Medal na Festiwalu w Moskwie)
- Na białym szlaku (1962)
- O dwóch takich, co ukradli księżyc (1962)
- Mój drugi ożenek (1963)
- Dwa żebra Adama (1963)
- Kobiela na plaży (1963)
- Banda (1964)
- Gdzie jesteś, Luizo (1964)
- Niedziela sprawiedliwości (1965)
- Zejście do piekła (1966)
- Kontrybucja (1966)
- To jest twój nowy syn (1967)
- Hrabina Cosel (1968)
- Znicz olimpijski (1969)
- Pan Dodek (1970)
- Pogoń za Adamem (1970)
- Epilog Norymberski   (1970)
- W pustyni i w puszczy (1973)
- W pustyni i w puszczy (1974) (również muzyka)
- Lis (1974)
- Zapamiętaj imię swoje (1974)
- Lis (1975)
- Con amore (1976)
- Hasło (1976)
- Znaków szczególnych brak (1978)
- Skradziona kolekcja (1979)
- Dom (1980–2000)
- Blizny (1981)
- Haracz szarego dnia (1983)
- Podróż nad morze (1983)
- Chrześniak (1985)
- Przeprawa (1988)
- Szlachetna krew (1989)